# Joëlle Frébault
Joëlle Frébault née Joëlle Rauzy le 7 août 1964, est une femme politique de Polynésie française, membre du Tapura huiraatira. Elle est maire de Hiva-Oa depuis 2020.
Elle a été membre de l'assemblée de la Polynésie française.

## Biographie
Elle est élue représentante de la section des îles Marquises au sein de l'Assemblée de la Polynésie française, élue depuis 2008 et réélue en 2013 sur la liste Te Henua Enata a Tu, « La Terre des Hommes », un parti autonomiste marquisien. C'est une éducatrice de profession qui a été membre d'O Porinetia To Tatou Ai'a.
Elle devient la maire de Hiva-Oa en 2020, première femme à cette fonction aux îles Marquises. Les 25 et 26 juillet 2021, Joëlle Frébault reçoit, dans le cadre d'un voyage officiel en Polynésie française, le président de la République française, Emmanuel Macron, à Hiva Oa, ce qui donne lieu à des festivités culturelles et des annonces de la part du président dans les domaines écologiques et patrimoniaux avec notamment une volonté de faire inscrire l'archipel des Marquises au Patrimoine mondial de l'Unesco. En 2022, Joëlle Frébault est invité au défilé militaire du 14 Juillet, par Emmanuel Macron. Cette invitation fait suite à l'accueil « exceptionnel » du Président de la république par Joëlle Frébault lors de sa visite de juillet 2021.

## Famille
Son père est Guy Rauzy, ancien maire d'Hiva Oa de 1972 à 2008 et conseiller territorial à l’Assemblée de la Polynésie française de 1967 à 1996. 
Son mari, Louis Frébault, a été ministre de l'Équipement dans le gouvernement local.
Son fils Moerani Frébault, candidat lors des élections légistlativesde 2024, est élu député de la première circonscription de la Polynésie française, dès le 1er tour en recueillant 54,1 % des suffrages, et en battant le député sortant indépendantiste Tematai Le Gayic soutenu par le Nouveau Front populaire,.